# سكوت بيترز
سكوت هارفي بيترز (بالإنجليزية: Scott Peters)‏ (من مواليد 17 يونيو من عام 1958) هو سياسي أميركي يشغل منصب ممثل الولايات المتحدة في الدائرة المؤتمرية الثانية والخمسين في كاليفورنيا منذ العام 2013. هو عضو في الحزب الديمقراطي. تتضمن الدئرة الأجزاء الساحلية والمركزية من مدينة سان دييغو، بالإضافة إلى ضواحي باواي وكورونادو.
قضى بيترز سابقًا فترتين في مجلس مدينة سان دييغو منذ عام 2000 حتى عام 2008، وكان أول من شغل منصب رئيس مجلس المدينة (2006 – 2008). خدم أيضًا بصفة مفوض ميناء سان دييغو الموحد قبل أن يصبح عضوًا في المجلس.

## نشأته، وتعليمه، وعمله في القانون
وُلد بيترز في عام 1958 في سبرينغفيلد، أوهايو. ترعرع في ميشيغان. كان والده قسًا لوثريًا ووالدته ربة منزل. في مقابلة له، قال بيترز أنه حصل على قروض طلابية وشارك في برنامج العمل والدراسة خاصة مدرسته، الذي مُنح عن طريقه وظائف تقتضي الإجابة على المكالمات الهاتفية وتنظيف أقفاص الحمام. تلقى شهادته الجامعية من جامعة ديوك.
اشتغل خبيرًا اقتصاديًا ضمن طاقم وكالة حماية البيئة الأمريكية (إي بّي أيه)، ثم حصل على درجة الدكتوراه في القانون من كلية الحقوق في جامعة نيويورك. في وقت سابق لانتخابه عضوًا في مجلس المدينة، عمل بيترز بصفة نائب مستشارٍ لمكتب محامي دائرة مقاطعة سان دييغو ومحاميًا يعمل بصورة خاصة مركزًا على القانون البيئي. اكتسب شهرة في دعوى قضائية ضد شركة بناء سفن محلية.

## عمله في حكومة كاليفورنيا

### لجنة كاليفورنيا الساحلية
في عام 2002، عُين بيترز في لجنة كاليفورنيا الساحلية. قضى فترة ثلاث سنوات لمرة واحدة في اللجنة. منح اتحاد من المجموعات البيئية أصواته درجة بيئية بلغت 31% في عام 2002، و52% في عام 2003، و40% في عام 2004. «تقاعد قسرًا» في عام 2005 عندما لم يجدد رئيس مجلس الولاية الجديد فابيان نونيز تعيينه.

### مجلس المدينة (2000 – 2008)

#### الانتخابات
في عام 2000، ترشح لدائرة مجلس مدينة سان دييغو الأولى. في الانتخابات الأولية المفتوحة، احتل المرتبة الثانية بنسبة 24% من الأصوات، ما يؤهله للانتخابات العامة في نوفمبر. احتلت سيدة الأعمال ليندا ديفيس المرتبة الأولى بنسبة 32% من الأصوات. في انتخابات نوفمبر، تفوق بيترز على ديفيس بنسبة 53% مقابل 47%.
في الانتخابات الأولى التمهيدية لعام 2004، احتل المرتبة الأولى بنسبة 48% من الأصوات. واحتل رجل الأعمال فيل ثالهايمر المرتبة الثانية بنسبة 31% من الأصوات. في انتخابات نوفمبر، فاز بيترز بفترة ثانية بعد أن تفوق على ثالهايمر بنسبة 55% مقابل 45%.

#### تبوؤه المنصب
في عام 2004، صوت سكان مدينة سان دييغو على تغيير بنية حكومة المدينة من شكل حكومة مجلس مدينة مدير إلى شكل حكومة مجلس عمدة، ما جعل العمدة رئيس المكتب التنفيذي للمدينة. بصفته عضوًا في مجلس المدينة خلال هذا الوقت، انتُخب بيترز ليرأس اللجنة الانتقالية المسؤولة عن هذا المشروع.
في عام 2005، انتُخب بيترز من قبل زملائه أعضاء المجلس ليتولى منصب أول رئيس لمجلس مدينة سان دييغو، ما جعله في ظل شكل الحكومة الجديد الرئيس التنفيذي لفرع المدينة التشريعي المُعرف حديثًا. في عام 2008، نقض عمدة سان دييغو زيادة رواتب لمجلس المدينة مقدارها 24% كان بيترز وأربعة أعضاء آخرين في المجلس قد طلبوها لأنفسهم.

## مناصب
- في انتخابات مجلس النواب الأمريكي 2012، انتخب عضو مجلس النواب الأمريكي عن دائرة California's 52nd congressional district [الإنجليزية]‏ وقد انضم خلال فترته النيابية (3 يناير 2013 – 3 يناير 2015) للكتلة البرلمانية الحزب الديمقراطي.
- في انتخابات مجلس النواب الأمريكي 2014 [الإنجليزية]‏، انتخب عضو مجلس النواب الأمريكي عن دائرة California's 52nd congressional district [الإنجليزية]‏ وقد انضم خلال فترته النيابية [الإنجليزية]‏ (6 يناير 2015 – 3 يناير 2017) للكتلة البرلمانية الحزب الديمقراطي.
- في انتخابات مجلس النواب الأمريكي 2016، انتخب عضو مجلس النواب الأمريكي عن دائرة California's 52nd congressional district [الإنجليزية]‏ وقد انضم خلال فترته النيابية [الإنجليزية]‏ (3 يناير 2017 – 3 يناير 2019) للكتلة البرلمانية الحزب الديمقراطي.
- انتخب مفوض [الإنجليزية]‏ (2009 – 2012).
- انتخب عضو  [لغات أخرى]‏ ( – 2008).
- انتخب رئيس [الإنجليزية]‏ (2006 – 2008).
- انتخب عضو مجلس النواب الأمريكي.

## وصلات خارجية
- الموقع الرسمي